# 塞克薩金塔普里斯塔灣

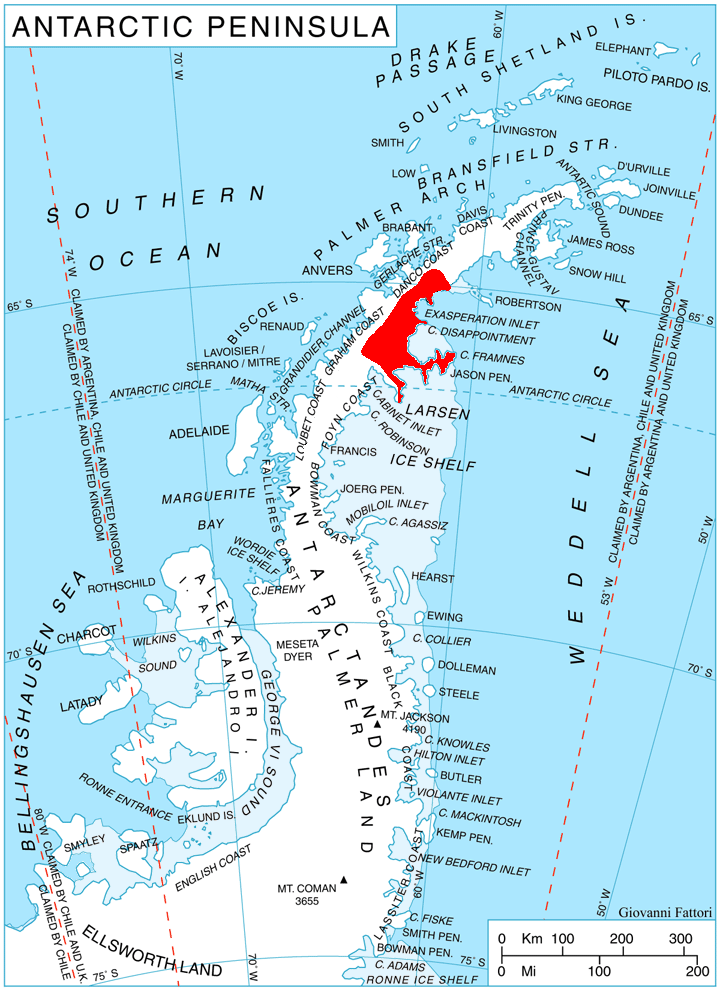

塞克薩金塔普里斯塔灣是南極洲的海灣，位於葛拉漢地，寬6.5公里，處於迪盧申角西南面和拉多韋內角東北面，該海灣以羅馬古鎮命名。
65°24′05″S 62°06′00″W / 65.40139°S 62.10000°W

## 外部連結
- Sexaginta Prista Bay. （页面存档备份，存于） SCAR Composite Antarctic Gazetteer.